# Stevie Ryan
Stevie Kathleen Ryan (Riverside, Califórnia, 2 de junho de 1984 – Los Angeles, 1 de julho de 2017) foi uma atriz e youtuber americana. Era conhecida por seus vídeos de imitação no You Tube através de seu canal Little Loca e por seu papel no canal VH1 pela série Stevie TV. 

## Morte
Sofrendo por anos de depressão, foi encontrada morta no seu apartamento tendo cometido suicídio por enforcamento.